# Гречаноподовская сельская община
Гречаноподовская сельская община (укр. Гречаноподівська сільська об'єднана територіальна громада) — объединённая территориальная община в Криворожском районе Днепропетровской области Украины с административным центром в селе Гречаные Поды.

## История
Образована 12 сентября 2016 года путём объединения Розылюксембургского и Степового сельских советов Широковского района. 18 июня 2018 года к общине добровольно присоединился Александровский сельский совет.

## Характеристика
Площадь 288,5 км², население 4 898 человек (100% населения проживает в сельской местности).

## Состав сельской общины
| №  | Населённый пункт | Тип населённого пункта       | Население |
| -- | ---------------- | ---------------------------- | --------- |
| 1  | Александровка    | село                         | 1455      |
| 2  | Водяное          | село                         | 300       |
| 3  | Гречаные Поды    | село, административный центр | 634       |
| 4  | Калиновка        | село                         | 109       |
| 5  | Кравцы           | село                         | 86        |
| 6  | Красный Под      | село                         | 151       |
| 7  | Кряжевое         | село                         | 143       |
| 8  | Миролюбовка      | село                         | 607       |
| 9  | Нове Життя       | село                         | 54        |
| 10 | Озёрное          | село                         | 60        |
| 11 | Подовое          | село                         | 23        |
| 12 | Пологи           | село                         | 139       |
| 13 | Свистуново       | село                         | 297       |
| 14 | Степовое         | село                         | 1124      |
| 15 | Трудолюбовка     | село                         | 136       |